# Coma (Égypte)
Pour les articles homonymes, voir Coma (homonymie).
Coma (grec : Κομά, Komá) est un village près d'Héracléopolis Magna en Égypte à la fin de l'Antiquité. Il est célèbre pour être le lieu de naissance de saint Antoine le Grand, dont l'hagiographie affirme que sa famille était riche et possédait des domaines importants dans la région au début du IIIe siècle.